# Чухукт
Чухукт — река в Лазаревском районе города Сочи, Краснодарский край, Россия.
Длина реки составляет около 7 км. Исток расположен на высоте примерно 700 м над уровнем моря, недалеко от безымянной вершины 779 м. Впадает в Чёрное море в 8 км к юго-востоку от устья реки Псезуапсе (посёлок Лазаревское).
Водный режим характеризуется высокими резкими подъёмами уровня воды в паводки, во время таяния снегов и периоды сильных осадков. Летом не пересыхает. В долине данной реки существует посёлок Каткова Щель.